# Trichosurus
Trichosurus Lesson, 1828 è un genere di marsupiali arboricoli della famiglia dei Falangeridi. Comprende tre specie di opossum australiani, note nome tricosuri.

## Descrizione
Sono state individuate sette sottospecie di tricosuro volpino (T. vulpecula), ma soltanto tre di esse vengono attualmente accettate. La forma più diffusa (T. v. vulpecula) si trova negli habitat alberati di tutti gli Stati australiani e ha un peso di 2-3,5 kg e colori (dal grigio chiaro al nero) considerevolmente variabili. Le altre sottospecie sono leggermente più pesanti (fino a 4,1 kg) e formano popolazioni geograficamente isolate nei terreni alberati all'estremità settentrionale del Territorio del Nord fino all'isola di Barrow nell'Australia Occidentale (T. v. arnhemensis) e nel Queensland nord-orientale (T. v. johnstonii). La densità di popolazione del tricosuro volpino varia secondo gli habitat, da 0,4 animali per ettaro nelle foreste aperte e nelle zone alberate in genere, a 1,4 per ettaro nei giardini suburbani e a 2,1 per ettaro nelle foreste aperte da pascolo.
Analogamente al loro parente più diffuso, il tricosuro canino (T. caninus) e il tricosuro di montagna (T. cunninghami) hanno un muso aguzzo, con orecchie medio-grandi erette e una coda completamente ricoperta di peli nella parte superiore, con una punta glabra nella parte inferiore. Essi sono, tuttavia, più limitati geograficamente e non sono suddivisi in sottospecie. Il robusto tricosuro canino si trova nelle folte e umide foreste dell'Australia sud-orientale, e può raggiungere una densità di 0,4-1,8 individui per ettaro, mentre il poco conosciuto tricosuro di montagna si trova nelle foreste di montagna del Victoria centrale e nord-orientale e del Nuovo Galles del Sud meridionale. La distribuzione molto ampia del tricosuro volpino è probabilmente dovuta alla sua notevole flessibilità nell'alimentazione e nei comportamenti attinenti alla nidificazione e ad un'elevata potenzialità riproduttiva. Laddove si trova in condominio con il più terricolo tricosuro canino, si ciba soprattutto di foglie mature di eucalipto, e ottiene solamente il 20% del suo nutrimento dai cespugli del sottobosco. In assenza di specie più grandi, tuttavia, il tricosuro volpino può passare la maggior parte del tempo sul terreno cibandosi di una grande varietà di foglie e anche di erba e di trifoglio.

## Biologia
Il tricosuro volpino non è meno flessibile per quanto riguarda il suo comportamento nella nidificazione. Sebbene preferisca nidificare sopra il livello del suolo nelle cavità degli alberi, come le altre due specie, utilizza anche tronchi cavi e buchi nelle rive dei torrenti, mentre nei sobborghi si nasconde sotto i tetti delle case.

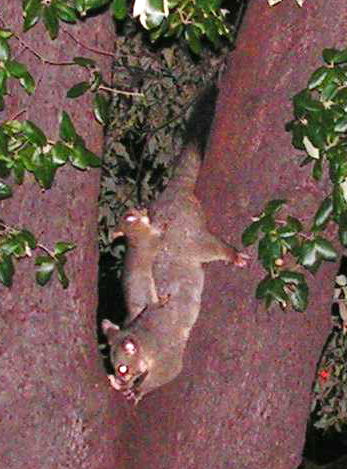
Femmina di tricosuro volpino col piccolo.

Le femmine di questa specie iniziano a riprodursi a un anno di età e danno vita a 1-2 piccoli all'anno. Nella maggior parte delle popolazioni, il 90% delle femmine si riproduce d'autunno (marzo-maggio), ma fino al 50% di esse può anche riprodursi in primavera (settembre-novembre). Nasce soltanto un piccolo alla volta, e il tasso riproduttivo annuo medio delle femmine è di 1,4. Nel tricosuro canino, per contrasto, le femmine iniziano a riprodursi a 2-3 anni di età, dando vita a un massimo di un piccolo all'anno, d'autunno, e il loro tasso riproduttivo annuale è di 0,73. Il ritmo di crescita delle due specie diverge anch'esso in modo notevole. Entrambe partoriscono piccoli rosa e glabri pesanti solo 0,22 g, ma quelli di tricosuro volpino vengono divezzati all'età di 6 mesi, quelli di tricosuro canino a 8 mesi; i primi si disperdono all'età di 7-18 mesi gli altri a 18-36 mesi.
I tricosuri volpini sono solitari, tranne quando sono in fase riproduttiva e di allevamento dei piccoli. Entro la fine del loro terzo o quarto anno di vita, gli individui si appropriano di piccole aree esclusive, gli alberi-tana, all'interno dei loro territori individuali, che vengono difese nei confronti degli altri individui del medesimo sesso e stato sociale. Gli individui di sesso opposto o di stato sociale inferiore vengono tollerati all'interno di tali aree esclusive, ma, sebbene il territorio individuale dei maschi (3-8 ettari) si sovrapponga a volte completamente a quello delle femmine (1-5 ettari), gli individui nidificano quasi sempre da soli e manifeste interazioni sono rare.
Nonostante l'abilità del tricosuro volpino nell'usare una grande varietà di tane, la difesa degli alberi-tana suggerisce che i luoghi di nidificazione preferiti siano scarsi. Siccome muoiono pochi giovani prima del divezzamento (15%), ogni anno entra a far parte delle popolazioni un numero relativamente grande di giovani indipendenti. Questi giovani utilizzano tane piccole e di qualità scadente, e fino all'80% dei maschi e al 50% delle femmine muore o si disperde entro il primo anno di vita. Per contrasto, molti giovani di tricosuro canino muoiono prima del divezzamento (56%), in modo che il numero di quelli che entrano a far parte della popolazione - e quindi la competizione per le rare tane disponibili - sia relativamente basso. Circa l'80% dei giovani sopravvive ogni anno dopo essere diventato indipendente, e maschi e femmine, lungi dall'essere solitari, paiono formare legami di coppia durevoli.
La dispersione dei tricosuri volpini, e in particolare la difesa degli alberi-tana, paiono essere mantenuti con la marcatura odorosa e in misura minore con i richiami e le aggressioni dirette. Sono state descritte almeno nove ghiandole odorifere in questa specie, più che in ogni altra specie di marsupiale. Fra i maschi, le secrezioni delle ghiandole boccali e del petto vengono depositate sui rami degli alberi, e in particolare degli alberi-tana, e si ritiene che abbiano lo scopo di segnalare ai rivali potenziali sia la presenza sia il grado gerarchico del soggetto che effettua la marcatura. Anche le femmine si segnalano, ma distribuiscono gli odori in modo più passivo, nell'urina e nelle feci. I segnali acustici giocano probabilmente un ruolo minore nella dispersione dei tricosuri volpini; molti richiami sono forti - udibili dagli esseri umani fino a 300 m di distanza - e possono essere emessi negli incontri faccia a faccia.

## Conservazione

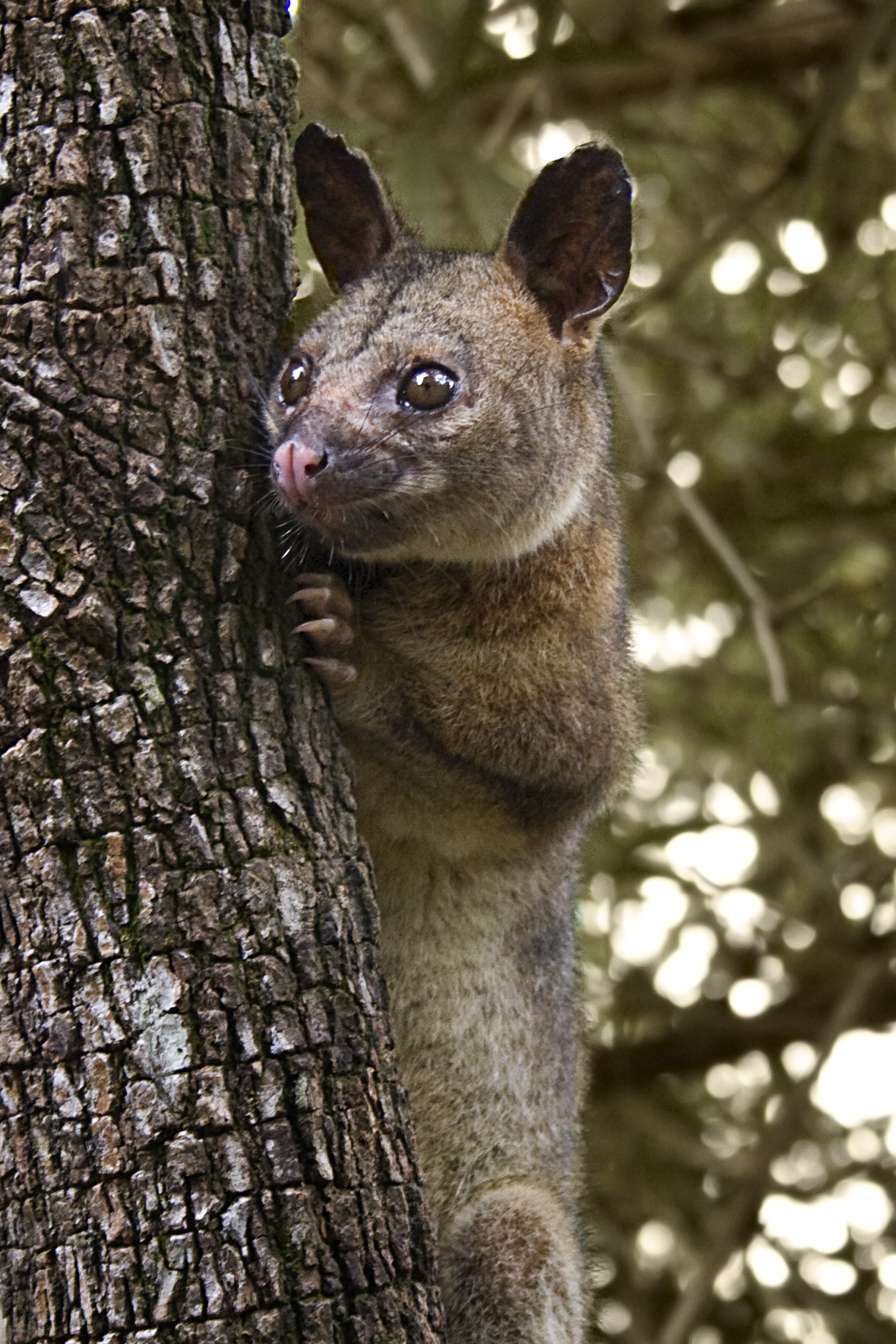
Trichosurus vulpecula arnhemensis.

Il tricosuro volpino ha una notevole importanza commerciale. Il tricosuro canino determina danni notevoli alle piantagioni di pini esotici nel Victoria e nel Nuovo Galles del Sud, mentre nel Queensland effettua frequentemente razzie nelle piantagioni di banane. Il tricosuro volpino danneggia anch'esso i pini e in Tasmania è ritenuto responsabile del danneggiamento delle foreste di eucalipto in fase di rigenerazione. Un problema potenzialmente molto più serio consiste nella possibilità che si infetti di tubercolosi bovina.
Sull'altro lato della medaglia economica, il tricosuro volpino è da lungo tempo considerato pregiato per la sua pelliccia. Nell'Australia orientale, tuttavia, l'ultima stagione in cui fu ammessa la loro caccia fu il 1963 e, per il futuro, nessuna delle tre specie sembra essere minacciata.

### Il tricosuro volpino in Nuova Zelanda
Quando vennero importati in Nuova Zelanda attorno al 1840 i primi tricosuri australiani, si sperava che essi avrebbero costituito l'inizio di una remunerativa industria delle pellicce. Tale iniziativa incontrò un evidente successo. Con l'aiuto di ulteriori importazioni fino al 1924 e della liberazione di animali riprodottisi in cattività, le popolazioni aumentarono prodigiosamente, fino a essere, oggi, un'importante fonte di valuta straniera. Nel 1976 furono venduti 1,5 milioni di pelli, per un valore di 4,5 milioni di dollari neozelandesi. Questo marsupiale, tuttavia, ha portato anche conseguenze negative. Oltre a essere portatore della tubercolosi bovina, questo opossum ha un effetto subdolo ma potenzialmente dannoso sulla vegetazione indigena, come messo in luce da studi recenti. La vegetazione forestale della Nuova Zelanda si è evoluta nell'assenza di mammiferi con una dieta a base di foglie e, diversamente dagli eucalipti australiani che producono essenze oleose velenose e fenoli, le foglie della maggior parte delle suddette specie sono appetibili e prive di difese nei confronti dei predatori. Alla loro prima introduzione nelle foreste peculiari della Nuova Zelanda, gli opossum sfruttarono rapidamente le nuove fonti alimentari e aumentarono la loro densità di popolazione fino a 50 animali per ettaro, circa 25 volte più che in Australia. Quando tale densità si era stabilizzata a un livello di 6-10 per ettaro, alcuni alberi come il ratas (Metrosideros) e i konini (Fuchsia excorticata) erano quasi scomparsi da molte zone, e gli opossum stavano rivolgendo la loro attenzione a specie meno favorite. Gli opossum accelerano la morte degli alberi aggregandosi sopra singoli alberi e privandoli delle foglie quasi completamente. Queste creature, normalmente solitarie, evidentemente abbandonano le loro inibizioni sociali in presenza di cibo abbondante e, al contrario dei loro vicini australiani, occupano territori piccoli e largamente sovrapposti (1-2 ettari).

## Tassonomia
Il genere Trichosurus comprende tre specie:
- Trichosurus caninus (Ogilby, 1836) - tricosuro canino;
- Trichosurus cunninghami Lindenmayer, Dubach e Viggers, 2002 - tricosuro di montagna;
- Trichosurus vulpecula (Kerr, 1792) - tricosuro volpino.

Fino a non molto tempo fa venivano riconosciute come specie a sé anche T. arnhemensis e T. johnstonii, attualmente considerate sottospecie di T. vulpecula.